# Мурманск (порт)
Порт Мурманск — морской порт, расположенный на восточном берегу Кольского залива Баренцева моря. Незамерзающий глубоководный порт.
Порт занимает четвёртое место по России по объёму перерабатываемых грузов и второе по величине на северо-западе Российской Федерации (после порта в Санкт-Петербурге). Услуги в порту оказывают: крупнейшее транспортное предприятие города Мурманска — компания «Мурманский морской торговый порт», морской рыбный порт, пассажирский порт и другие.
Мурманский порт является главным и наиболее мощным в Арктическом бассейне, обеспечивая 55% общего грузооборота в Арктическом бассейне.

## История

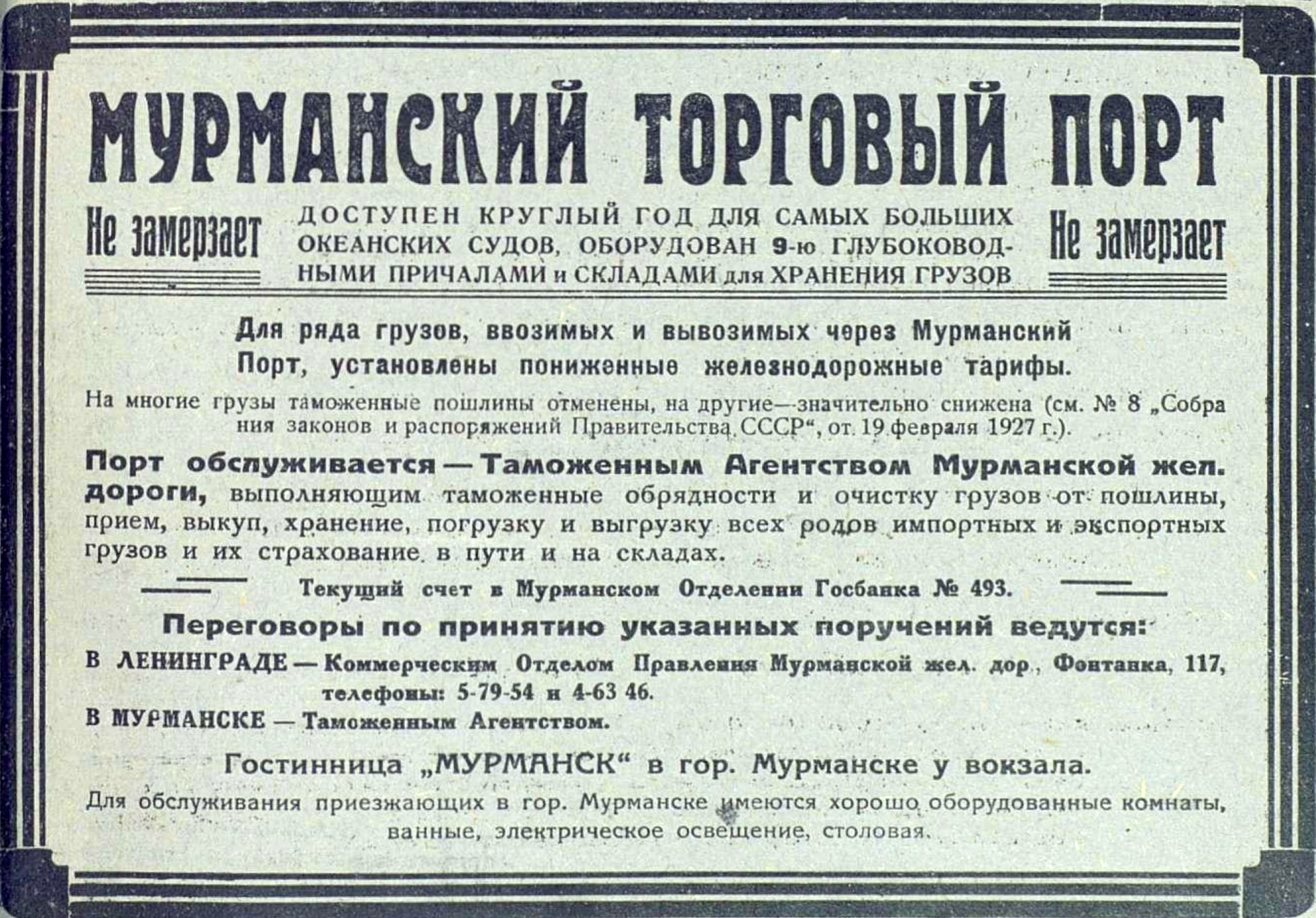
Реклама порта, 1930 год.

### Основание
К началу Первой мировой войны в Российской империи на северо-западе действовало два порта — в Архангельске и Санкт-Петербурге. После закрытия Османской империей проливов Босфор и Дарданеллы и блокирования порта в Санкт-Петербурге использовался только порт в Архангельске. Когда навигация зимой в нём прекратилась, то было принято решение строить новый порт. Первые плановые работы начали проводить в конце июня — начале июля 1915 года, а 1 сентября того же года пароход «Дротт» с грузом из Нью-Йорка смог пришвартоваться к временной пристани порта. Первые поезда к порту пошли примерно через год после того, как была построена железная дорога до Кандалакши.

### Советский период
После 1 сентября 1939 года через Мурманский порт начали поставлять грузы в Испанию.

#### Порт во время войны
В начале Великой Отечественной войны, когда возникла угроза оккупации области, из Мурманска была проведена массовая эвакуация населения (высококвалифицированных рабочих, женщин и детей) и промышленных предприятий: комбинатов «Североникель» и «Апатит», Кандалакшского алюминиевого завода, Ловозерского горно-обогатительного комбината, гидростанции Нива-3, рыбокомбината, часть оборудования судоремонтных заводов Главсевморпути, морского пароходства и Наркомрыбпрома, турбины Туломской ГЭС и Нива-ГЭС-2. Оставшиеся промышленные предприятия, военные и портовые сооружения, объекты транспорта и жизнеобеспечения, административные и жилые здания были заминированы. Практически всё подъёмное оборудование причалов демонтировали и вывезли в Архангельск.
Уже 22 июня 1941 года порт был подвергнут бомбардировке, а 29 июня началась наступательная операция гитлеровцев. В приграничных с Советским Союзом районах Финляндии и Норвегии была сосредоточена армия «Норвегия» численностью более ста тысяч солдат: девять пехотных, две горно-егерские дивизии и бригада СС «Север». Им противостояли части Северного флота под командованием адмирала А. Г. Головко и 14-я армия под командованием генерала В. А. Фролова.
Мужественно сражаясь, советские моряки и солдаты остановили наступление противника за 18 дней. Однако в ответ агрессор начал массовые авианалёты, количество которых достигало 15-18 в день. В результате бомбёжек сильно пострадали портовые причалы и железнодорожная сеть.
В июле 1941 года было принято решение о приёме СССР поставок по ленд-лизу от Великобритании, а позже США, в том числе через Мурманский порт, который требовалось в кратчайшие сроки восстановить. В декабре 1941 года по решению Государственного комитета обороны в порт в срочном порядке было переправлено около тысячи бойцов тыловых частей Карельского фронта, к которым затем присоединились полторы тысячи горожан. Более тысячи квалифицированных специалистов прибыло из Архангельска, оттуда было возвращено эвакуированное в первые дни войны портовое оборудование. Союзники поставили Мурманску несколько пароходов с мощными грузовыми стрелами, которые использовали как плавкраны. Под жильё работников порта было дополнительно выделено около 20 помещений и построены землянки. К разгрузочным работам постоянно привлекались и военнослужащие — красноармейцы и краснофлотцы.
В 1942—1943 годах, особенно в зимний период, в порту скапливалось большое количество доставленной от союзников техники, взрывчатых веществ, продовольствия и материалов для Красной Армии. Вопросы безопасности в порту и охрану грузов курировало областное управление НКВД. Чтобы отвлечь бомбардировщики противника от целей в порту, оно даже предложило возвести ложные причалы и портовые сооружения в Кольском заливе. Однако эту практику, широко применявшуюся на разных участках как и в СССР, так и у вермахта, применить не удалось из-за высокой стоимости строительства ложных объектов — более 3 млн рублей. Вместо этого оборону города и порта укрепили дополнительными зенитными установками.
С 1941 по 1944 годы финны вместе с германскими разведслужбами разработали на Карельском и Ленинградском фронтах операции «Кемаль», «Карелия», «Ревматизм» и другие с целью совершения диверсий на Мурманской и Обозерской железных дорогах, маяков на советском побережье Ладожского озера и Финского залива. Все они они потерпели поражение и были вовремя раскрыты чекистами областного управления НКВД во главе с А. Ф. Ручкиным.
Мурманчане круглосуточно загружали и разгружали корабли, ремонтировали военную технику, изготавливали оружие. Всего за время войны Мурманский порт принял 250 судов, обработал 2 миллиона тонн различных грузов. Было отремонтировано 645 боевых кораблей и 544 торговых судна, переоборудовано 55 гражданских судов в тральщики и вспомогательные корабли. За три года оборонительной операции в Заполярье рыбакам удалось выловить 850 тысяч тонн рыбы, которой снабжали весь фронт.

#### Послевоенный период
Работы по восстановлению Мурманска и порта начались в 1944 году. Подписанное Сталиным постановление № 2722 Совета Народных Комиссаров Союза ССР от 1 ноября 1945 года «О мероприятиях по восстановлению разрушенных немецкими захватчиками городов РСФСР» включало в объекты первоочередных работ 15 городов, в том числе Мурманск. На эти цели на оставшиеся месяцы 1945 года и на 1946 год было выделено 764 миллиона рублей. Одной из главных задач были восстановление и строительство школ, больниц, коммунальных предприятий и жилых домов, в которые уже к концу 1946 года надлежало переселить жителей, проживающих во временно приспособленных для жилья помещениях и землянках.
13 апреля 1947 года Совет Министров РСФСР утвердил генеральный план Мурманска на 15 лет как города и незамерзающего морского порта с общей численностью населения до 150 тысяч человек. Первая терраса в центральной части города была предназначена морскому торговому порту и предприятиям объединения «Мурманрыба», где планировалось возвести морской вокзал. На второй террасе размещалась зона многоэтажной застройки до 14 этажей. Намечалось возвести новый железнодорожный вокзал, а также жилые дома в районе Жилстроя и в центре, до улицы Карла Маркса. Территория к востоку от вокзала отводилась под жилые пятиэтажки морского пароходства и судоремонтного завода.

### Современный период
Современный Мурманский морской порт — один из крупнейших незамерзающих портов в России — является основой экономики города. Мурманский порт в 1991—2017 годах являлся портом приписки барка «Седов», самого большого парусника в мире. К порту приписаны все атомные ледоколы России.
В мае 2007 года было принято решение о создании в мурманском порту свободной экономической зоны. 15-го октября 2010 года было официально объявлено о создании Особой экономической зоной Портового типа «Мурманск» (ОЭЗ ПТ Мурманск). Основная цель — создание мощной транспортно-торговой инфраструктуры, привлечение инвестиций и в конечном итоге развитие социальной сферы

. Закрыта в 2016 г.
Мурманский порт состоит из трёх частей: Рыбный порт, Торговый порт и Пассажирский. В последние годы наблюдается тенденция вытеснения Торговым портом всех остальных из-за увеличения экспорта каменного угля и ряда других минеральных ресурсов, для приёма и хранения которых Мурманск имеет необходимую инфраструктуру. Значительно уменьшилось поступление рыбы, поскольку её стало выгоднее поставлять на экспорт, а не внутрь страны. 
Акватория порта смежна с базой Североморск.
С 2011 года идёт разработка инвестиционного проекта «Комплексное развитие Мурманского транспортного узла». И с 2013 по 2020 годы планируется осуществить строительство объектов Мурманского транспортного узла, благодаря чему Мурманск станет основной базой Северного морского пути и базой по освоению Арктики.

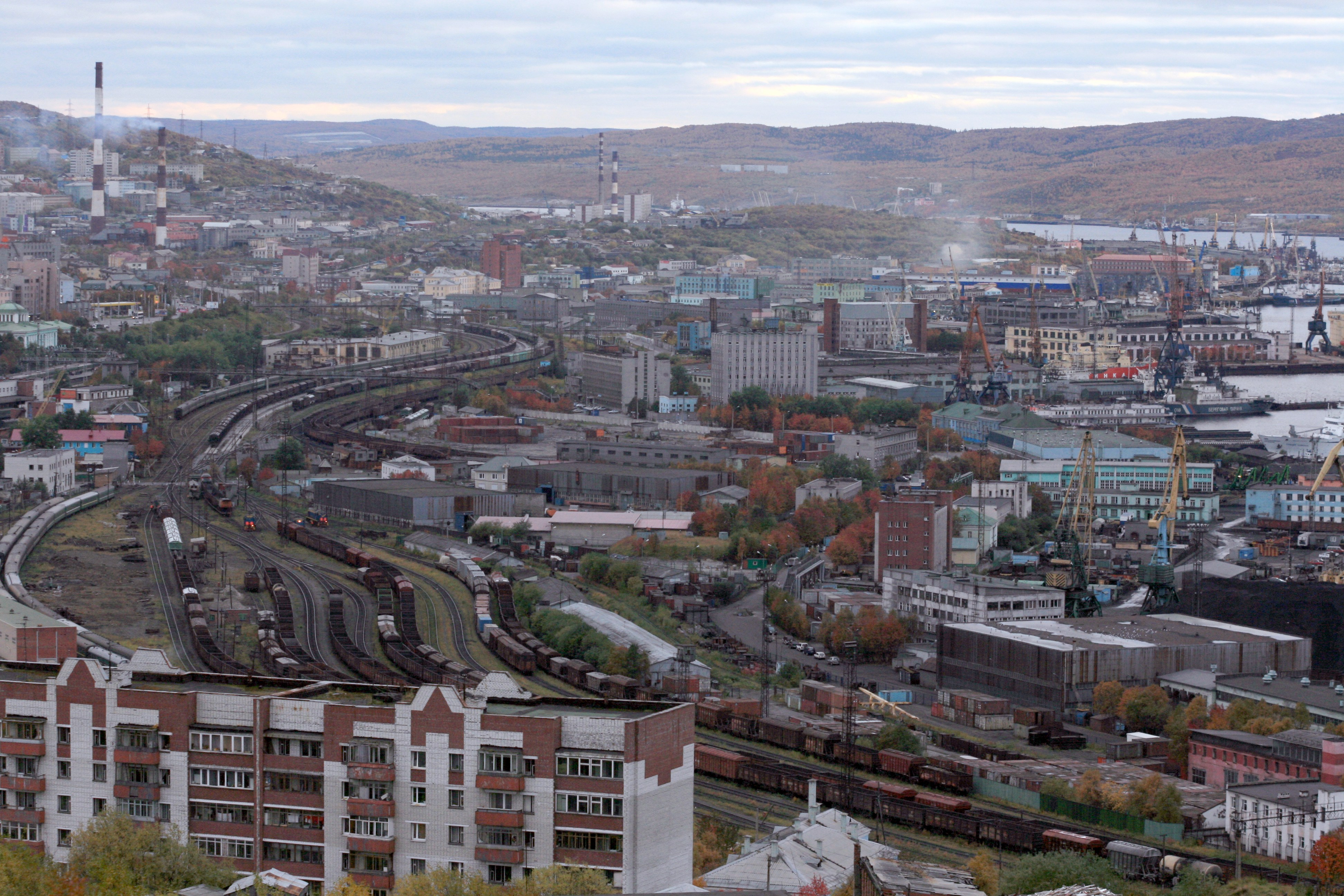
Вид со смотровой площадки на Мурманск. Станция Мурманск (слева) и порт (справа)
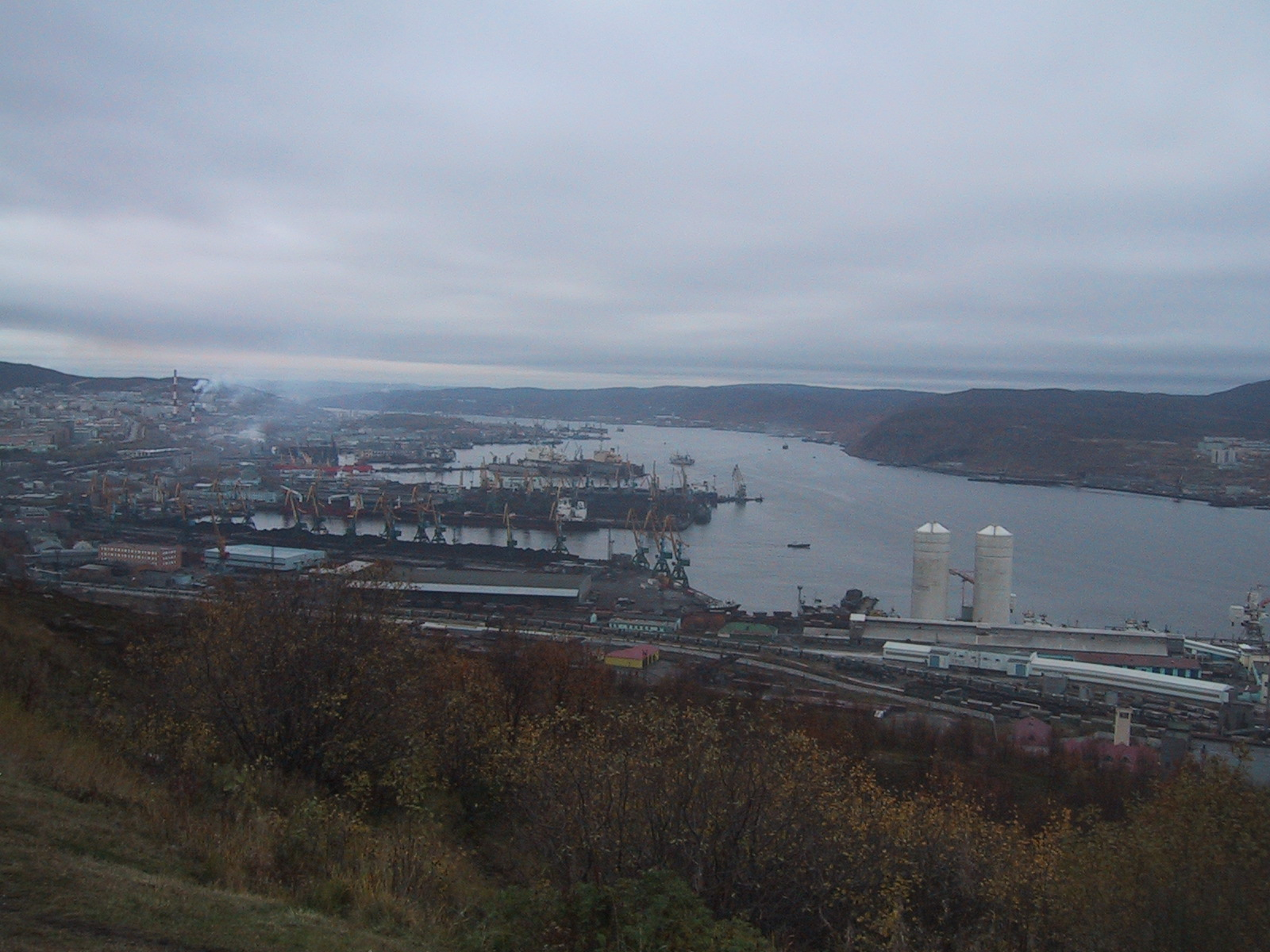
Вид от мемориала Защитникам Заполярья на Кольский залив. Торговые, угольные причалы
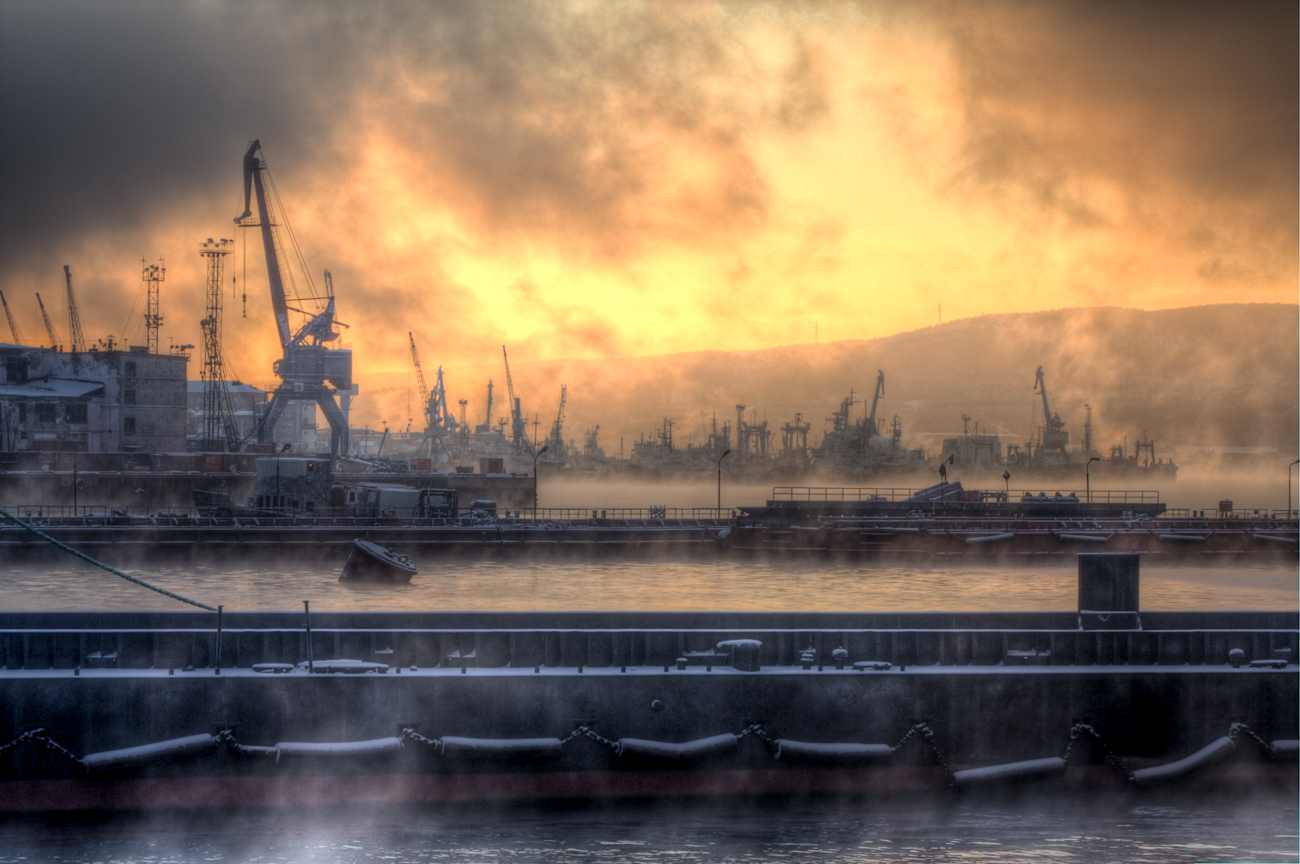
Парение моря в свете заката в порту в ноябре

## Терминалы
Общее количество причалов — 110 и 2 пирса. Морской порт включает в себя четыре морских терминала: Териберка; Ура-Губа; Лиинахамари; рейдовый нефтяной терминал у острова Колгуев.
Основные операторы морских терминалов:
- Мурманский морской торговый порт — 13 (терминал по перевалке грузов)
- Мурманский балкерный терминал (Еврохим) — 1 (балкерный терминал)
- Агросфера — 1
- Первая стивидорная компания — 1 (терминал по перевалке грузов)
- «Причал» — 12 и 1 пирс (терминал по обслуживанию судов)
- ГК «Норильский никель» (Мурманский транспортный филиал) — 1 (контейнерный терминал)
- Рыбоперерабатывающий комплекс «Гольфстрим» — 1 (обслуживание судов рыбопромыслового флота)
- Рыбная компания «Полярное море» — 1 (обслуживание судов рыбопромыслового флота)
- Мурманское морское пароходство — 1
- Первый мурманский терминал — 6 (нефтяной терминал)
- Малая судоходная компания — 2 (пассажирский терминал)
- Мурманский судоремонтный завод морского флота — 3 (прекратил деятельность)
- Норд-Бот — 1
- Териберские судоремонтные мастерские — 1
- Атомфлот — 9 (обслуживание судов с ядерными энергетическими установками)
- Арктикморнефтегазразведка — 2
- Росморпорт (Мурманский филиал) — 1 (стоянка судов портофлота)
- Северный экспедиционный отряд аварийно-спасательных работ — 1 (причал ПМК-67)
- Мурманский морской рыбный порт (обслуживание судов рыбопромыслового флота)
  - Национальные рыбные ресурсы (Мурманский филиал) — 47 (из них 2 плавпричала) и 1 пирс (обслуживание судов рыбопромыслового флота)
- Мурманский складской терминал — 5
- Севгазсервис — 3
- Нефтяной терминал «Лавна» — 3

## ММТП
В 1966 году Мурманский морской торговый порт был награждён орденом Трудового Красного Знамени.
В 1994 году на базе государственного предприятия было создано Открытое акционерное общество «Мурманский морской торговый порт».
Осенью 2010 года Ассоциация морских торговых портов признала Мурманский торговый порт лучшей российской компанией, которая владеет причалами и осуществляет стивидорские работы.
В феврале 2011 года появилась информация, что структуры Геннадия Тимченко, одного из владельцев фирмы Gunvor, покупают Мурманский морской торговый порт за $250 млн, однако позже это было опровергнуто представителем Тимченко.
По итогам 2012 года грузооборот порта увеличился на 8,6 % до 15,69 миллиона тонн и является вторым по объёму грузопотока портом в северо-западной части России после порта в Санкт-Петербурге.
22 апреля 2013 года компания ЕвроХим приобрела 47,67 % акций Мурманского морского торгового порта. На апрель 2013 года 49,86 % акций порта принадлежат компании СУЭК. Обе компании подконтрольны российскому предпринимателю Андрею Мельниченко.
В сентябре 2015 году в ходе празднования 100-летия предприятия открыт музей порта.
По итогам 2015 года выручка увеличилась до 9 667 млн руб. (+2 436 млн руб. или +34 % к 2014 г.). Расходы увеличились только на 543 млн руб. или +17 % к прошлому году. В результате компания показала очень сильный финансовый результат. EBITDA увеличилась до 4,87 млрд руб. (+2,15 млрд руб. к 2014 г.), операционный денежный поток составил 3 268 млн. (+ 1 289 млн руб. или 65 % к 2014 г.).

### Директора ММТП
- с 1941 по 1943 и в 1944 — Бейлинсон, Яков Львович
- с 2004 по 2012 — Морозов, Виктор Васильевич
- с 2012 по 2019 — Масько Александр Вадимович
- с 2019 по 2023 — Рыкованов Алексей Евгеньевич
- с 2023 по наст. время – Олейник Павел Павлович[25]

### Показатели деятельности
| год       | 2003 | 2004 | 2005 | 2006 | 2007 | 2008 | 2009 | 2010 | 2011 | 2012 | 2013 | 2014 | 2015 |
| --------- | ---- | ---- | ---- | ---- | ---- | ---- | ---- | ---- | ---- | ---- | ---- | ---- | ---- |
| млн. тонн | 14,8 | 24,8 | 28,1 | 26,3 | 24,6 | 24,8 | 35,3 | 32,8 | 25,7 | 23,7 | 31,4 | 21,9 | 22,0 |

| год       | 2016 | 2017 | 2018 | 2019 | 2020 | 2021 | 2022 | 2023 |
| --------- | ---- | ---- | ---- | ---- | ---- | ---- | ---- | ---- |
| млн. тонн | 33,4 | 51,7 | 60,7 | 61,9 | 56,1 | 54,4 | 56,3 | 57,8 |

## Порт Лавна
69°01′43″ с. ш. 33°01′17″ в. д.
С 2009 года идёт проработка проекта отдельного угольного терминала мощностью до 18 млн тонн угля в год на западном берегу Кольского залива, при впадении в него реки Лавна. Однако только в 2018 году начались подготовительные работы по строительству терминала и строительство железнодорожной ветки к нему от станции «Выходной» протяжённостью 49,7 км. Инвестором порта выступает Государственная транспортная лизинговая компания. Предположительно, часть терминала выкупят частные инвесторы. На 2018 год строительство терминала оценивалось в 24 млрд рублей, ещё 20 млрд должно выделить государство на транспортную инфраструктуру.
Фактически строительство порта началось в сентябре 2021 года. Параллельно с началом строительства началась разработка мастерплана по переводу в будущем порта из чисто угольного в универсальный. На конец 2022 года степень готовности проекта в целом, с учётом строительства самого терминала, дорожной инфраструктуры, проведения дноуглубительных работ и строительства ветки Выходной — Лавна, составила примерно 50 %. При этом в ходе строительства терминала на Тульском металлопрокатном заводе было изготовлено и доставлено более 350 тонн металлоконструкций из общего плана по проекту 2500 тонн. Предварительный срок ввода порта в эксплуатацию был запланирован на 2024 год.